# Habib Bellaïd
Habib Bellaïd (nacido el 28 de marzo de 1986 en Bobigny, Francia) es un futbolista tunecino de origen francés y de nacionalidad argelina que juega como defensa en el CS Sedan de Francia.

## Selección nacional
Ha sido internacional con la selección de fútbol de Argelia, ha jugado 1 partido internacional.

### Participaciones en Copas del Mundo
| Mundial                        | Sede      | Resultado    |
| ------------------------------ | --------- | ------------ |
| Copa Mundial de Fútbol de 2010 | Sudáfrica | Primera fase |

## Clubes
| Club                        | País     | Año         |
| --------------------------- | -------- | ----------- |
| Racing Estrasburgo          | Francia  | 2004 - 2008 |
| Eintracht Frankfurt         | Alemania | 2008 - 2012 |
| Racing Estrasburgo (cedido) | Francia  | 2009        |
| US Boulogne (cedido)        | Francia  | 2010        |
| CS Sedan (cedido)           | Francia  | 2010 - 2011 |
| CS Sedan                    | Francia  | 2012 - 2013 |
| MC Algiers                  | Argelia  | 2013 - 2014 |
| CS Sfaxien                  | Túnez    | 2014        |
| White Star                  | Bélgica  | 2015        |
| Sarpsborg 08 FF             | Noruega  | 2015        |
| Amiens AC                   | Francia  | 2016 - 2018 |
| CS Sedan                    | Francia  | 2018 -      |